# زهرة بن كلاب
زهرة بن كلاب بن مُرة القرشي الكناني هو الجد الأكبر لآمنة بنت وهب أم الرسول محمد. وكذلك أب بنو زهرة  أحد بطون قريش.

## ولده
- الحارث بن زهرة
- عبد مناف بن زهرة[3]